# هنک پلیکان
هنک پلیکان (هلندی: Henk Pellikaan؛ ۱۰ اکتبر ۱۹۱۰ – ۲۴ ژوئیهٔ ۱۹۹۹) یک بازیکن فوتبال اهل هلند بود.

## تیم ملی
وی همچنین در تیم ملی فوتبال هلند بازی کرده است.